# Paul Erdahl
Paul Erdahl (16. maj 1902 – 8. februar 1985) var en norsk bokser som deltog under Sommer-OL 1920.
I 1920 blev han elimineret i kvartfinalen i vægtklassen fjervægt. Efter første runde vandt han en kamp mod Frederick Adams i anden runde, men tabte den næste kamp mod den kommende guldmedaljevinder Paul Fritsch. Han deltog i Norgesmesterskaberne to gange i 1919 og 19, hvor han vandt en sølvmedalje i vægtklassen bantamvægt, samt en guldmedalje i vægtklassen letvægt.